# Mkdir
mkdir (от англ. make directory) в операционной системе Unix, Linux, DOS, OS/2, Windows — команда для создания новых каталогов.

## Использование
Пример использования:
```
$ mkdir имя_каталога
```

Создание нескольких каталогов:
```
mkdir имя_каталога1 имя_каталога2 имя_каталога3
```

создаст каталоги: имя_каталога1, имя_каталога2 и имя_каталога3, где имя_каталога — это имя создаваемого каталога. Если использовать как приведено выше, то новый каталог будет создан в текущем каталоге.
В общем виде:
```
mkdir [ ключи ]… каталог…
```

Создаёт каталог(и), если он ещё не существует.
Аргументы, обязательные для длинных ключей, обязательны и для коротких.
```
 -m, --mode=режим   установить код доступа (как в 
chmod
)
 -p, --parents      не выдавать ошибок если существует, создавать
                    родительские каталоги, если необходимо
 -v, --verbose      печатать сообщение о каждом созданном каталоге
 -Z, --context=CTX  установить контекст безопасности SELinux для каждого
                     создаваемого каталога равным CTX
     --help     показать эту справку и выйти
     --version  показать информацию о версии и выйти
```